# تشاك هورنر
تشاك ألبرت هورنر (ولد في 19 أكتوبر 1936) هو لواء أربع نجوم متقاعد في القوات الجوية الأمريكية ولد في وارتاد جامعة جامعة آيوا في برنامج فيلق تدريب ضباط الاحتياط ‏.